# The Polyphonic Spree

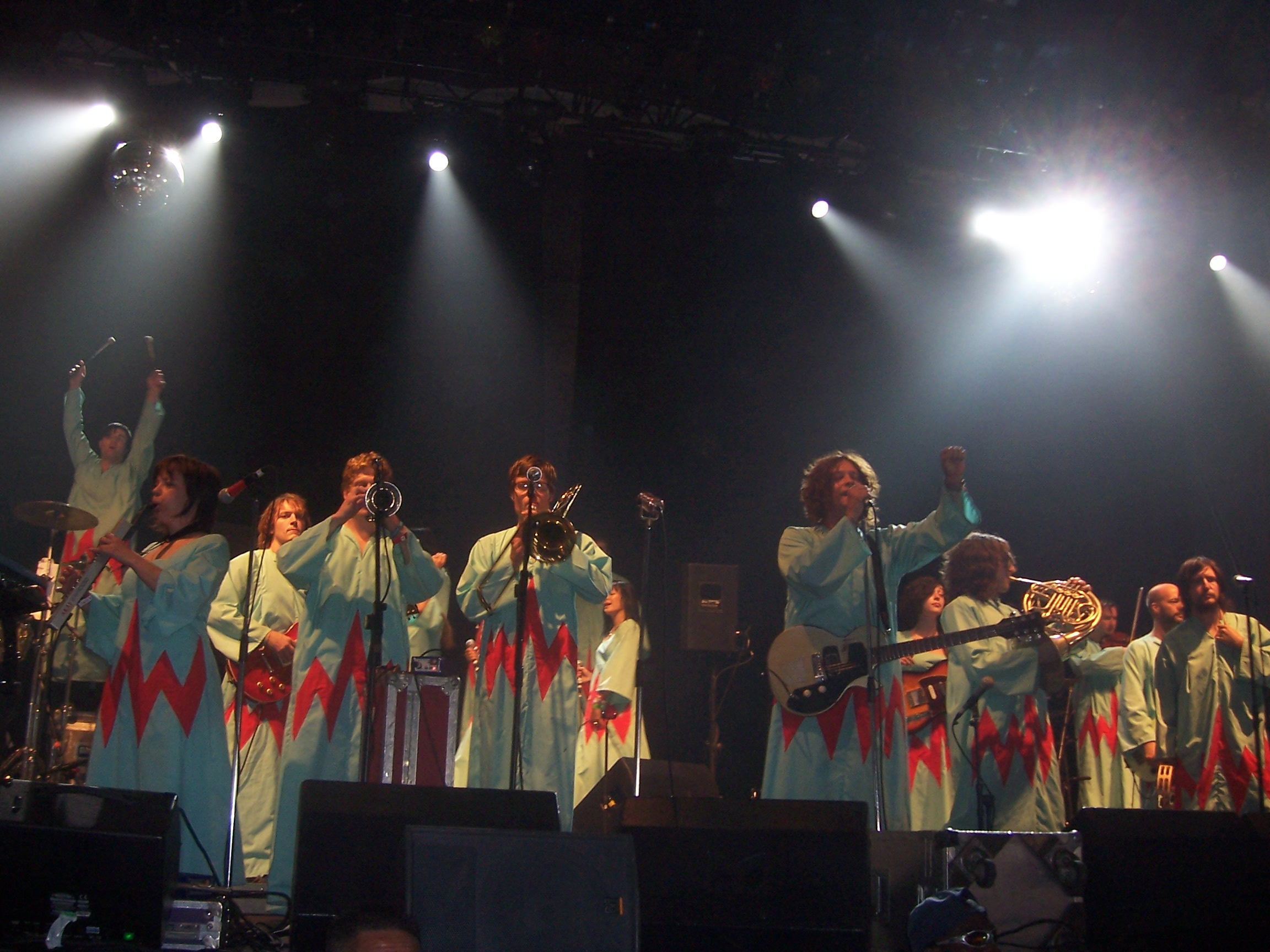
The Polyphonic Spree tijdens een optreden op het V Festival in Groot-Brittannië, 2005.

The Polyphonic Spree is een Amerikaanse symfonische popgroep uit Dallas (Texas). De groep is met een bezetting van 23 mensen een van de grootste popgroepen ter wereld. The Polyphonic Spree omvat een tienkoppig zang, en de bespelers van twee keyboards, harp, waldhoorn, trompet, trombone, viool, basgitaar, percussie, elektrische gitaar, dwarsfluit, theremin, pedalsteel en drums. De voorman van de groep is Tim DeLaughter; hij regisseert de muziek en schrijft de zanglijnen, en de muziek voor de keyboard, gitaar, en percussie. Oprichters Tim DeLaughter, Mark Pirro, Bryan Wakeland en Jeff Bouck zijn voortgekomen uit Tripping Daisy. Muziekcritici omschrijven de muziek van The Polyphonic Spree als indie, rock, gospel en musical, en de groep wordt daarbij vergeleken met de Beach Boys, Flaming Lips en Mercury Rev.
In 2007 liet sponsor Adidas bands nummers schrijven voor de Amerikaanse mannenvoetbalcompetitie Major League Soccer. The Polyphonic Spree schreef een nummer voor FC Dallas, genaamd "H-O-O-P-S Yes!".

## Discografie

### Albums
- The Beginning Stages of... (2002)
- Together We're Heavy (2004)
- The Fragile Army (19 juni, 2007)
- Live from Austin, TX (18 september, 2007)

### Ep's
- Soldier Girl EP (2002)
- Light & Day EP (2002)
- Wait EP (2006)